# Малая Вахмина
Малая Вахмина (в верховьях — Левая и Правая) — река на полуострове Камчатка в России. Протекает по территории Елизовского и Мильковского районов. Длина реки — 94 км. Площадь водосборного бассейна насчитывает 954 км².
Начинается на восточном склоне одного из отрогов Валагинского хребта под названием Левая, огибает его и течёт на запад. Проходя между горами Пять Братьев и Ветловая, после слияния с Правой, меняет своё название на Малая Вахмина, а направление — на северо-западное. Вскоре выходит на равнину, сближаясь с Кавычей в урочище У Мыска. Затем поворачивает на северо-восток. Впадает в реку Камчатка справа на расстоянии 562 км от её устья. В низовьях от неё отделяется протока Кевжуч.
- Код водного объекта — 19070000112120000013314[3].

Притоки:
- правые: Сево (Большая Вахмина)
- левые: Правая, Середочная, Ключ Пригонный